# والنتینو مانفردونیا
والنتینو مانفردونیا (ایتالیایی: Valentino Manfredonia؛ زادهٔ ۲۹ سپتامبر ۱۹۸۹) بوکسور اهل ایتالیا است.
وی در مسابقات کشوری و بین‌المللی در مجموع برندهٔ ۱ مدال برنز شده‌است.